# Бойд, Карла
Карла Мари Бойд (англ. Carla Maree Boyd; в замужестве Портер (англ. Porter); род. 31 октября 1975 года в Уинъярде, штат Тасмания, Австралия) — австралийская профессиональная баскетболистка, выступала в женской национальной баскетбольной ассоциации и женской национальной баскетбольной лиге. Не выставляла свою кандидатуру на драфт ВНБА 1998 года, однако ещё до начала очередного сезона ВНБА заключила контракт с клубом «Детройт Шок». Играла на позиции лёгкого форварда.
В составе национальной сборной Австралии она выиграла бронзовые медали Олимпийских игр 1996 года в Атланте и серебряные медали Олимпийских игр 2000 года в Сиднее, а также стала бронзовым призёром чемпионата мира 1998 года в Германии.

## Ранние годы
Карла Бойд родилась 31 октября 1975 года в городе Уинъярд (штат Тасмания).